# Rob Gaudreau
Rob Gaudreau (né le 20 janvier 1970 à Cranston dans l'État de Rhode Island aux États-Unis) est un joueur professionnel américain de hockey sur glace. Il évoluait au poste d'ailier droit.

## Biographie

### Carrière en club
Rob Gaudreau est repêché par les Penguins de Pittsburgh au 172e rang lors du neuvième tour du repêchage d'entrée dans la LNH 1988 alors qu'il jouait pour l'école secondaire de Bishop Hendricken. Après son repêchage, il rejoint les Friars de Providence College avec lesquels il joue pendant 4 ans. Durant son parcours universitaire, les Penguins échangent ses droits aux North Stars du Minnesota en retour de Richard Zemlak en novembre 1988 puis en 1991, il est réclamé par les Sharks de San José au repêchage d'expansion de la LNH après avoir été laissé sans protection par les North Stars.
Après avoir terminé ses études où il a été nommé à maintes reprises aux équipes d'étoiles, il passe professionnel en 1992-1993 et commence la saison avec les Blades de Kansas City, club-école des Sharks dans la Ligue internationale de hockey, avant de rejoindre les Sharks en cours de saison. Il commence bien sa carrière dans la LNH puisqu'il marque un tour du chapeau à son deuxième match dans la ligue. Il totalise 43 points, dont 23 buts et 20 aides, en 59 matchs lors de sa saison recrue.
Il joue une autre saison avec les Sharks puis est réclamé au ballotage par les Sénateurs d'Ottawa avant le début de la saison 1994-1995. Après deux saisons peu concluantes avec les Sénateurs, il s'exile en Suisse en 1996 où il joue pour le HC La Chaux-de-Fonds avant de se retirer en 1997.

### Carrière internationale
Il a représenté les États-Unis au niveau international. Il a joué avec les Américains lors du championnat mondial junior en 1990 et au championnat mondial en 1993 sans toutefois remporter de médailles.

## Statistiques

### En club
| Saison     | Équipe                              | Ligue      |     | Saison régulière | Saison régulière | Saison régulière | Saison régulière | Saison régulière |   | Séries éliminatoires | Séries éliminatoires | Séries éliminatoires | Séries éliminatoires | Séries éliminatoires |
| Saison     | Équipe                              | Ligue      | PJ  | B                | A                | Pts              | Pun              | PJ               | B | A                    | Pts                  | Pun                  |                      |                      |
| 1988-1989  | Friars de Providence                | NCAA       | 42  | 28               | 29               | 57               | 32               | -                | - | -                    | -                    | -                    |                      |                      |
| 1989-1990  | Friars de Providence                | NCAA       | 32  | 20               | 18               | 38               | 12               | -                | - | -                    | -                    | -                    |                      |                      |
| 1990-1991  | Friars de Providence                | NCAA       | 36  | 34               | 27               | 61               | 20               | -                | - | -                    | -                    | -                    |                      |                      |
| 1991-1992  | Friars de Providence                | NCAA       | 36  | 21               | 34               | 55               | 22               | -                | - | -                    | -                    | -                    |                      |                      |
| 1992-1993  | Blades de Kansas City               | LIH        | 19  | 8                | 6                | 14               | 6                | -                | - | -                    | -                    | -                    |                      |                      |
| 1992-1993  | Sharks de San José                  | LNH        | 59  | 23               | 20               | 43               | 18               | -                | - | -                    | -                    | -                    |                      |                      |
| 1993-1994  | Sharks de San José                  | LNH        | 84  | 15               | 20               | 35               | 28               | 14               | 2 | 0                    | 2                    | 0                    |                      |                      |
| 1994-1995  | Sénateurs d'Ottawa                  | LNH        | 36  | 5                | 9                | 14               | 8                | -                | - | -                    | -                    | -                    |                      |                      |
| 1995-1996  | Sénateurs d'Ottawa                  | LNH        | 52  | 8                | 5                | 13               | 15               | -                | - | -                    | -                    | -                    |                      |                      |
| 1995-1996  | Senators de l'Île-du-Prince-Édouard | LAH        | 3   | 2                | 0                | 2                | 4                | -                | - | -                    | -                    | -                    |                      |                      |
| 1996-1997  | HC La Chaux-de-Fonds                | LNA        | 37  | 19               | 23               | 42               | 62               | -                | - | -                    | -                    | -                    |                      |                      |
| Totaux LNH | Totaux LNH                          | Totaux LNH | 231 | 51               | 54               | 105              | 69               | 14               | 2 | 0                    | 2                    | 0                    |                      |                      |

### En équipe nationale
| Année | Compétition                 |   | PJ | B | A | Pts | Pun      |  | Résultat |
| 1990  | Championnat du monde junior | 7 | 3  | 1 | 4 | 6   | 7e place |  |          |
| 1993  | Championnat du monde        | 5 | 3  | 3 | 6 | 2   | 6e place |  |          |

## Trophées et honneurs personnels
- 1988-1989 : nommé recrue de l'année de Hockey East (co-gagnant avec Scott Pellerin).
- 1990-1991 : nommé dans la deuxième équipe d'étoiles de Hockey East.
- 1991-1992 :
  - nommé dans la première équipe d'étoiles de Hockey East.
  - nommé dans la deuxième équipe d'étoiles de l'association de l'Est de la NCAA.